# 34780 Nikhillohe
34780 Nikhillohe è un asteroide della fascia principale. Scoperto nel 2001, presenta un'orbita caratterizzata da un semiasse maggiore pari a 2,2950640 au e da un'eccentricità di 0,0966002, inclinata di 5,38603° rispetto all'eclittica.